# Naturschutzgebiet Am Hornpottweg
Das Naturschutzgebiet „Am Hornpottweg“ (auch als Hornpott-Kiesgrube bezeichnet) befindet sich am nordöstlichen Rande von Köln, nahe der Stadtgrenze zwischen Köln-Dünnwald und Leverkusen-Schlebusch, auf einer Höhe von etwa 55 Meter über NN. Das rund 27,6 Hektar große Areal, das die ehemalige Kiesgrube (17,8 ha groß) sowie angrenzende Waldflächen umfasst, ist seit 1983 Naturschutzgebiet und stellt eines der wertvollsten Biotope in den Stadtgrenzen von Köln dar. Es ist Bestandteil der Bergischen Heideterrasse. 

## Geschichte

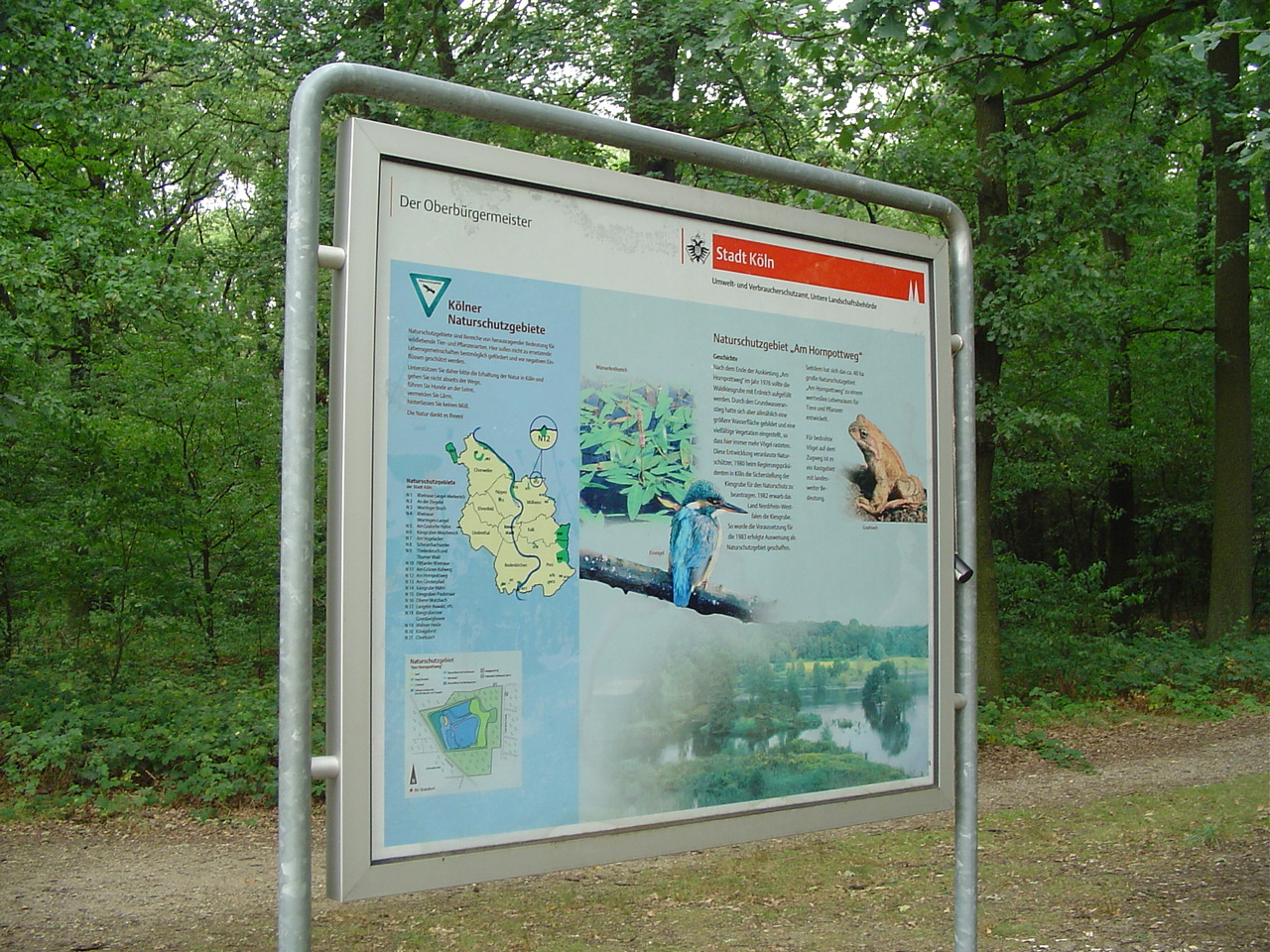
Infotafel des Naturschutzgebietes

Die rund 445 m lange, 400 m breite und 10 m tiefe Kiesgrube nahe dem Hornpottweg, einer Straße, die mitten durch den Dünnwalder Wald verläuft, sollte nach ihrer Stilllegung im Jahr 1976 wieder zugeschüttet werden. Durch das Ende der Sümpfung entstanden jedoch in der Grube größere Wassertümpel, die eine zunehmend vielfältige Vegetation begünstigten, was wiederum dazu führte, dass immer mehr Zugvögel in der Grube rasteten, von denen auch einige der schon damals auf der Roten Liste verzeichneten Arten registriert wurden. Diese Entwicklung veranlasste Naturschützer, hier vor allem die Vereine DBV (später NABU Köln) und BUND in Leverkusen, 1980 beim Kölner Regierungspräsidenten Franz-Josef Antwerpes die Sicherstellung der ehemaligen Kiesgrube für den Naturschutz zu beantragen. Erst einige Jahre später kam es zu einer Einigung, die Grube wurde vom Land Nordrhein-Westfalen erworben und 1983 als Feuchtbiotop unter Naturschutz gestellt. Die Grube selbst ist seitdem eingezäunt und darf nicht betreten werden, sie kann jedoch von einem sie umschließenden, etwa zwei Kilometer langen Rundweg aus gut eingesehen werden. In Ergänzung zum Schutz der eigentlichen Grube wurde im Jahr 1993 auch der Hornpottweg für den Kraftfahrzeugverkehr gesperrt, um die hier häufig vorkommenden Erdkröten, Grasfrösche und Teichmolche vor Autos besser zu schützen.

## Flora und Fauna
Die Hornpott-Kiesgrube entwickelte sich seit ihrer Ausweisung als Naturschutzgebiet immer weiter zu einem wichtigen Lebensraum für zahlreiche Tiere und Pflanzen. Die häufigen starken Wasserstandsschwankungen in der Grube, die unter anderem vom Wasserstand des rund 4,2 km entfernten Rheins sowie von Niederschlagsmengen abhängen, verändern dabei regelmäßig die Größe der Wassertümpel, was sich auf das dortige Leben auswirkt: Bei besonders hohem Wasserstand beispielsweise verschmelzen mehrere Tümpeln zu einer einzigen, etwa sechs Hektar großen Wasserfläche mit mehreren kleinen Inseln, was insbesondere Wasser- und Tauchervögeln günstige Bedingungen für die Nahrungssuche bietet, während von einem niedrigen Wasserstand insbesondere Watvögel profitieren, die in den sich dann bildenden schlammigen Landflächen günstige Brutmöglichkeiten finden.
Ein reichhaltiger Tier- und Pflanzenbestand entwickelte sich jedoch nicht nur in der Grube selbst, sondern auch an ihren Hängen, die mit dichten Böschungen aus Weiden, Brombeeren und anderen Sträuchern bewachsen sind. Zum Naturschutzgebiet zählen aber auch angrenzende Waldgebiete, die einen Mischwald mit relativ hohem Anteil an Kiefern sowie Birken bilden, die auch im gesamten Dünnwalder Forst aufgrund der sandigen Böden in diesem Gebiet besonders oft vorkommen. Insgesamt reicht die Spanne der hier vorkommenden verschiedenen Lebensräume von Röhrichten über Grünland bis hin zum kleinflächigen Sand-Magerrasen, der sich bei Trockenheit bildet, sowie zu bewaldeten Bereichen. Zu den eher raren Pflanzen, die in der und rund um die Grube gelegentlich anzutreffen sind, zählen beispielsweise die Sumpf-Schwertlilie oder der Wasser-Knöterich; bis vor einigen Jahren kam auf trockenen Flächen des Gebietes die Heide-Nelke vor.
Die reichhaltige Bepflanzung, daneben die großzügigen Fischbestände in den Tümpeln der Grube sowie zahlreiches Vorkommen von Libellen, Heupferden und Schmetterlingen, bieten etlichen Vogelarten Lebensraum – bislang wurden hier über 200 Arten mehr oder weniger oft gesichtet (siehe hierzu auch unten den Abschnitt „Registrierte Vogelarten“). Hiervon sind etwa 110 Arten auf der Roten Liste der gefährdeten Arten für Nordrhein-Westfalen verzeichnet. Zu nennen ist beispielsweise der Fischadler, der hier im Frühjahr und Herbst auf seinen Wanderungen rastet. Von Fischen in den Gewässern der Grube ernähren sich auch die hier zahlreich vorkommenden Graureiher und Kormorane. Zu den Vogelarten, die hier regelmäßig oder unregelmäßig brüten, gehören beispielsweise der Flussregenpfeifer, der Kiebitz oder die Dorngrasmücke. Zu verschiedenen Jahreszeiten kann man hier außerdem mit mehr oder weniger Glück Vögel beobachten, die in der ehemaligen Kiesgrube rasten; darunter den Baumfalken, den Habicht, den Eisvogel und die Kornweihe, ferner diverse Zugvögel, die bei ihren Überflügen die Grube als Rastplatz nutzen. Auch die Hecken rund um die Grube bieten zahlreichen Vögeln günstige Brutmöglichkeiten.
Außer Vögeln bietet die Hornpottgrube auch anderen Tierarten Lebensraum. Neben den zahlreichen Erdkröten und anderen Froschlurchen kommen hier weitere kleinere Tiere wie die Zauneidechse, die Waldmaus sowie zahlreiche Fledermäuse vor. In der Grube können des Öfteren Rehe und Füchse beobachtet werden.
Eine weitere Besonderheit sind hier die Glanrinder, die seit 1994 jährlich vom Frühjahr bis Herbst aus der Wahner Heide in die Hornpottgrube angesiedelt werden. Durch diese Beweidung konnte auf einige bis dahin nötige, aufwändige Pflegemaßnahmen wie Mähen und Entbuschen der teils schwer zugänglichen Randflächen, um unkontrollierten Wildwuchs und das damit verbundene Verdrängen einiger Arten zu verhindern, verzichtet werden. Die einfarbig braunen Tiere, die der alten rheinischen Rasse des „Glanviehs“ gehören, ernähren sich ausschließlich von der hier vorkommenden Vegetation, die Kälber werden von ihren Müttern gesäugt und wachsen im Herdeverband auf. Die ökologischen Auswirkungen dieser sogenannten „extensiven Beweidung“, die zu ähnlichen Zwecken auch in der Wahner Heide durchgeführt wird, werden wissenschaftlich beobachtet.
Die Einzigartigkeit der Hornpottkiesgrube als Naturreservat besteht nicht nur in dem großen Reichtum an diversen Tier- und Pflanzenarten, sondern auch an vielfältigen Beobachtungsmöglichkeiten, die sich dem Besucher eröffnen. Da von mehreren Stellen am Rundweg fast die gesamte Grube überblickt werden kann, können viele der hier lebenden Tiere mit oder ohne Fernglas „in freier Wildbahn“ betrachtet werden, was an vielen anderen Biotopen so nicht möglich ist. Dies ist vor allem wegen der dichten, unwegsamen Böschungen an den meist sehr steilen Hängen der Grube möglich, die damit auch für die menschenscheuesten Tiere eine ausreichende Pufferzone bilden. Das Naturschutzgebiet „Am Hornpottweg“ kann auch im Rahmen einer der Führungen erkundet werden, die von örtlichen Naturschutzverbänden gelegentlich angeboten werden.

## Probleme

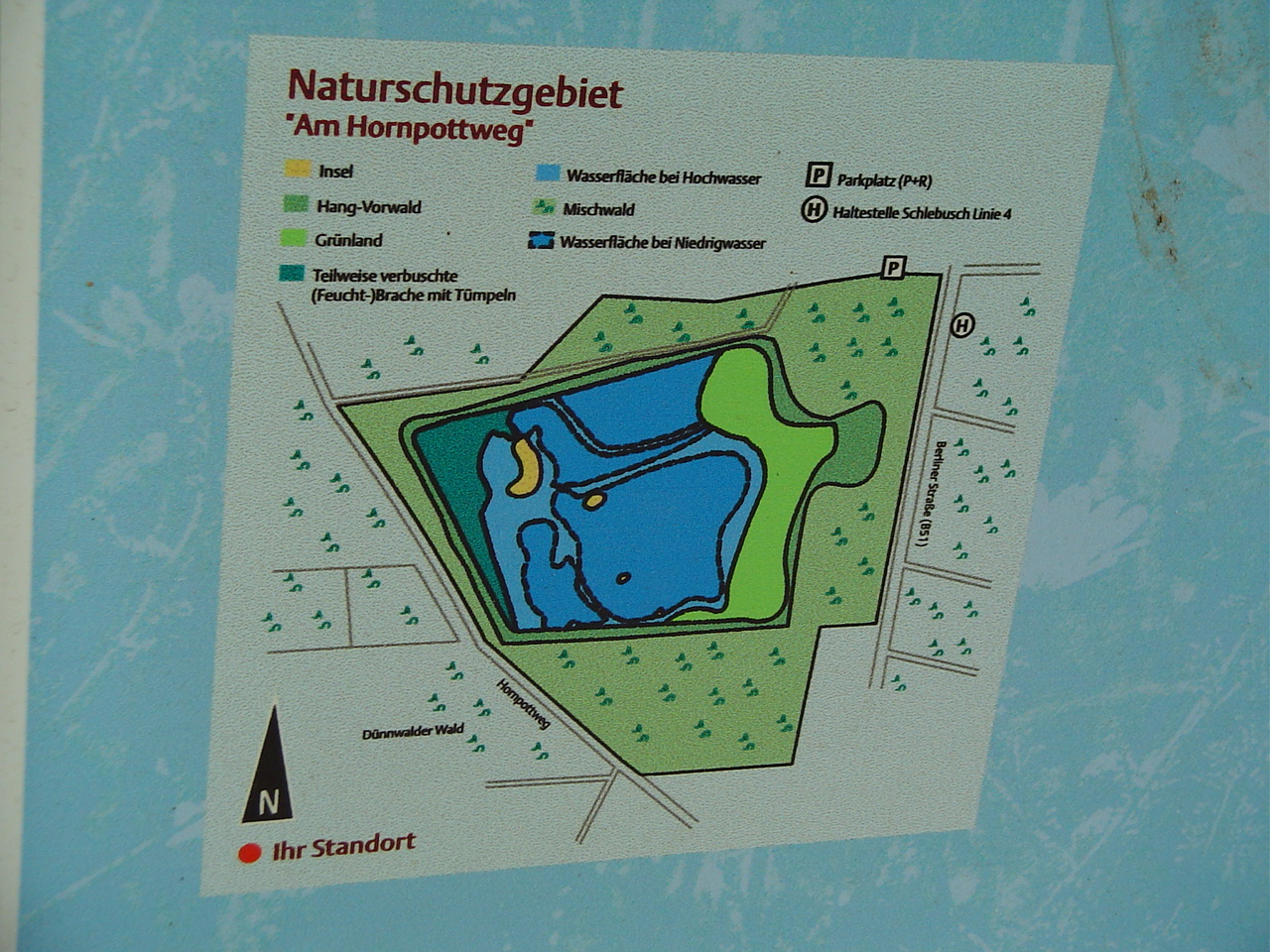
Übersichtskarte des Naturschutzgebietes

Das eigentliche, als Naturschutzgebiet ausgewiesene Areal wurde bis vor einigen Jahren auf der Nordseite ergänzt durch die sogenannte „Bullenwiese“, eine große Acker- und Wiesenfläche, die auf dem Leverkusener Stadtgebiet liegt. Auch diese Fläche wurde gelegentlich von einigen Zugvogelarten zum Rasten genutzt, außerdem jagten hier die Graureiher nach Mäusen, wenn der Wasserstand in der Grube zu hoch war. Diese Fläche wurde jedoch seit 2004 durch ein neues Gewerbegebiet fast durchgehend bebaut. Dieser Sachverhalt stieß bei Naturschutzverbänden auf scharfe Kritik, da diese durch das zunehmende Vordringen der Wohn- und Gewerbegebiete in die Nähe der Hornpottgrube einen Verlust der Lebensräume und folglich eine Verarmung der Fauna im Naturschutzgebiet befürchten.

## Registrierte Vogelarten
Die nachfolgende Liste zählt alle Vogelarten auf, die im Beobachtungszeitraum von 1984 bis 1999 im Bereich des Naturschutzgebietes „Am Hornpottweg“ sowie der angrenzenden „Bullenwiese“ durch den Arbeitskreis Biotopvernetzung registriert wurden. Hierbei wurde eine Vogelart immer dann als „Ausnahmegast“ eingestuft, wenn sie während dieser 15 Jahre insgesamt nur bis zu fünfmal beobachtet werden konnte. Vogelarten, die in der Roten Liste für Nordrhein-Westfalen inzwischen als „stark gefährdet“, „vom Aussterben bedroht“ oder „ausgestorben“ geführt werden und im Naturschutzgebiet „Am Hornpottweg“ nur noch selten oder gar nicht mehr vorkommen, sind mit * gekennzeichnet.

### Ganzjährige Gäste
- Bekassine *
- Graureiher
- Habicht
- Höckerschwan
- Hohltaube
- Kleiner Halsbandsittich
- Kleinspecht
- Kormoran
- Mäusebussard
- Schwarzspecht
- Sperber
- Turmfalke
- Waldwasserläufer

### Gäste zu den Zugzeiten
- Baumfalke
- Baumpieper
- Braunkehlchen *
- Brautente
- Bruchwasserläufer
- Flussuferläufer
- Gebirgsstelze
- Goldammer
- Graugans
- Grauspecht
- Grünschenkel
- Heidelerche *
- Kiebitz
- Krickente *
- Lachmöwe
- Löffelente *
- Mandarinente
- Mauersegler
- Mehlschwalbe
- Pfeifente
- Reiherente
- Rohrweihe *
- Rotmilan *
- Rotschenkel*
- Schafstelze
- Schnatterente
- Steinschmätzer *
- Tafelente *
- Trauerschnäpper
- Türkentaube
- Uferschwalbe
- Waldbaumläufer
- Wanderfalke *
- Weißwangengans
- Wespenbussard
- Wiesenpieper

### Regelmäßige Durchzügler
- Fischadler
- Kranich

### Regelmäßige Wintergäste
- Rotdrossel

### Regelmäßige Brutvögel
- Amsel
- Bachstelze
- Blässhuhn
- Blaumeise
- Buntspecht
- Fasan
- Feldlerche
- Feldschwirl
- Feldsperling
- Fitis
- Flussregenpfeifer
- Gartenbaumläufer
- Gartengrasmücke
- Gartenrotschwanz
- Grauschnäpper
- Grünspecht
- Haubentaucher
- Hausrotschwanz
- Haussperling
- Heckenbraunelle
- Kanadagans
- Kleiber
- Kohlmeise
- Kuckuck
- Misteldrossel
- Mönchsgrasmücke
- Rauchschwalbe
- Ringeltaube
- Rohrammer
- Rotkehlchen
- Schwanzmeise
- Singdrossel
- Stockente
- Sumpfmeise
- Sumpfrohrsänger
- Tannenmeise
- Teichralle
- Waldkauz
- Waldohreule
- Waldschnepfe
- Weidenmeise
- Wintergoldhähnchen
- Zaunkönig
- Zilpzalp
- Zwergtaucher *

### Seltene Durchzügler
- Brachpieper *
- Bergpieper
- Dunkler Wasserläufer
- Gelbspötter
- Haubenlerche *
- Kampfläufer
- Klappergrasmücke
- Knäkente *
- Ortolan *
- Ringdrossel
- Rothalstaucher
- Schellente
- Schwarzmilan
- Schwarzstorch *
- Seidenschwanz
- Spießente
- Tüpfelralle *
- Turteltaube
- Weißstorch *
- Wendehals *

### Seltene Wintergäste
- Gänsesäger
- Kornweihe
- Merlin
- Mittelspecht
- Nördlicher Raubwürger
- Südlicher Raubwürger
- Raufußbussard
- Sumpfohreule

### Unregelmäßige Brutvögel
- Dorngrasmücke
- Eisvogel
- Haubenmeise
- Nachtigall
- Neuntöter
- Schwarzkehlchen *
- Sommergoldhähnchen
- Teichrohrsänger
- Wacholderdrossel
- Waldlaubsänger
- Wasserralle *

### Ausnahmegäste
- Adlerbussard
- Alpenstrandläufer *
- Amazonasente
- Austernfischer
- Bergente
- Beutelmeise
- Blässgans
- Blaukehlchen *
- Brandgans
- Drosselrohrsänger *
- Eiderente
- Fluss-Seeschwalbe *
- Goldregenpfeifer
- Grauammer *
- Großer Brachvogel *
- Großer Halsbandsittich
- Nilgans
- Regenbrachvogel
- Rohrdommel *
- Rohrschwirl *
- Rostgans
- Rotfußfalke
- Rotkehlpieper
- Waldsaatgans
- Sandregenpfeifer
- Schilfrohrsänger *
- Schleiereule
- Schwarzhalstaucher
- Schwarzkopfmöwe
- Silbermöwe
- Silberreiher
- Singschwan
- Spornpieper
- Sturmmöwe
- Trauerente
- Trauerseeschwalbe *
- Uferschnepfe *
- Wachtel *
- Wasseramsel
- Wiedehopf *
- Wiesenweihe *
- Ziegenmelker *
- Zwergadler
- Zwergammer
- Zwergsäger
- Zwergschnepfe